# Riti settennali di penitenza in onore dell'Assunta

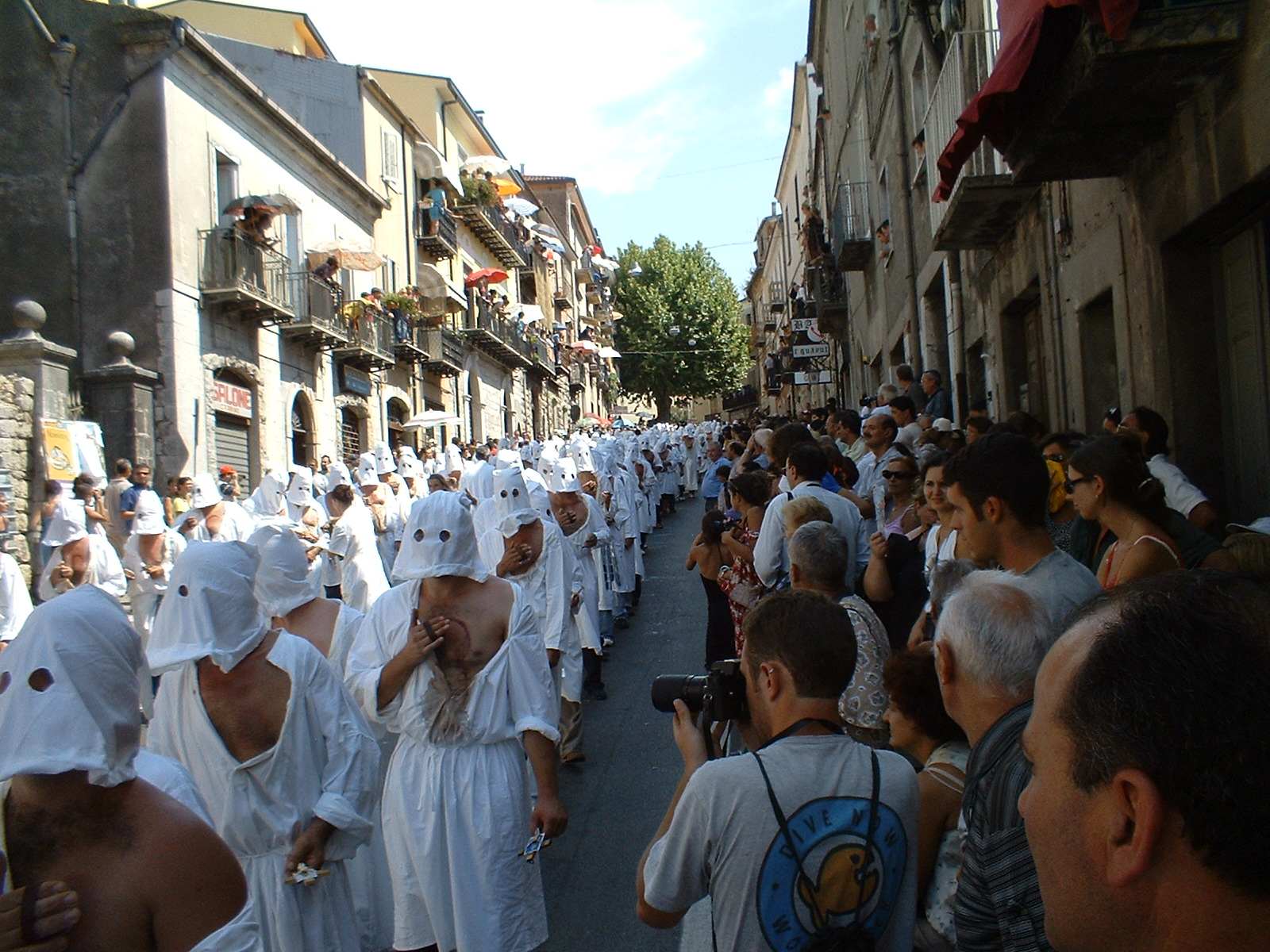
I battenti durante i Riti settennali.

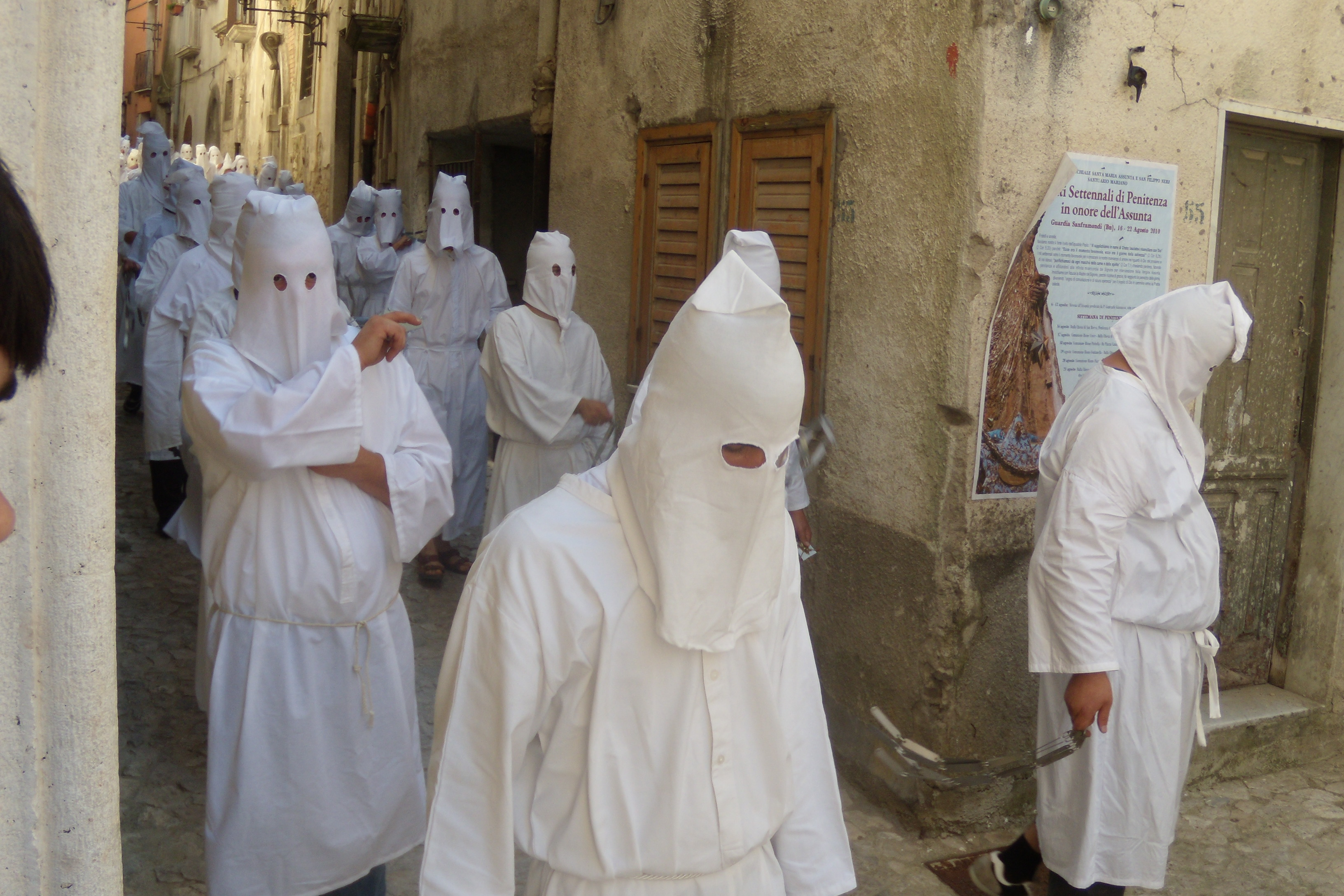
I "flagellanti".

Ogni sette anni, a partire dal primo lunedì successivo al 15 agosto e sino alla domenica seguente, a Guardia Sanframondi in provincia di Benevento, si tengono i tradizionali riti settennali di penitenza in onore dell'Assunta.
L'ultima manifestazione si è tenuta nell'agosto 2024 e precisamente da lunedì 18 a domenica 25, la prossima invece si terrà nell'agosto 2031.

## Descrizione

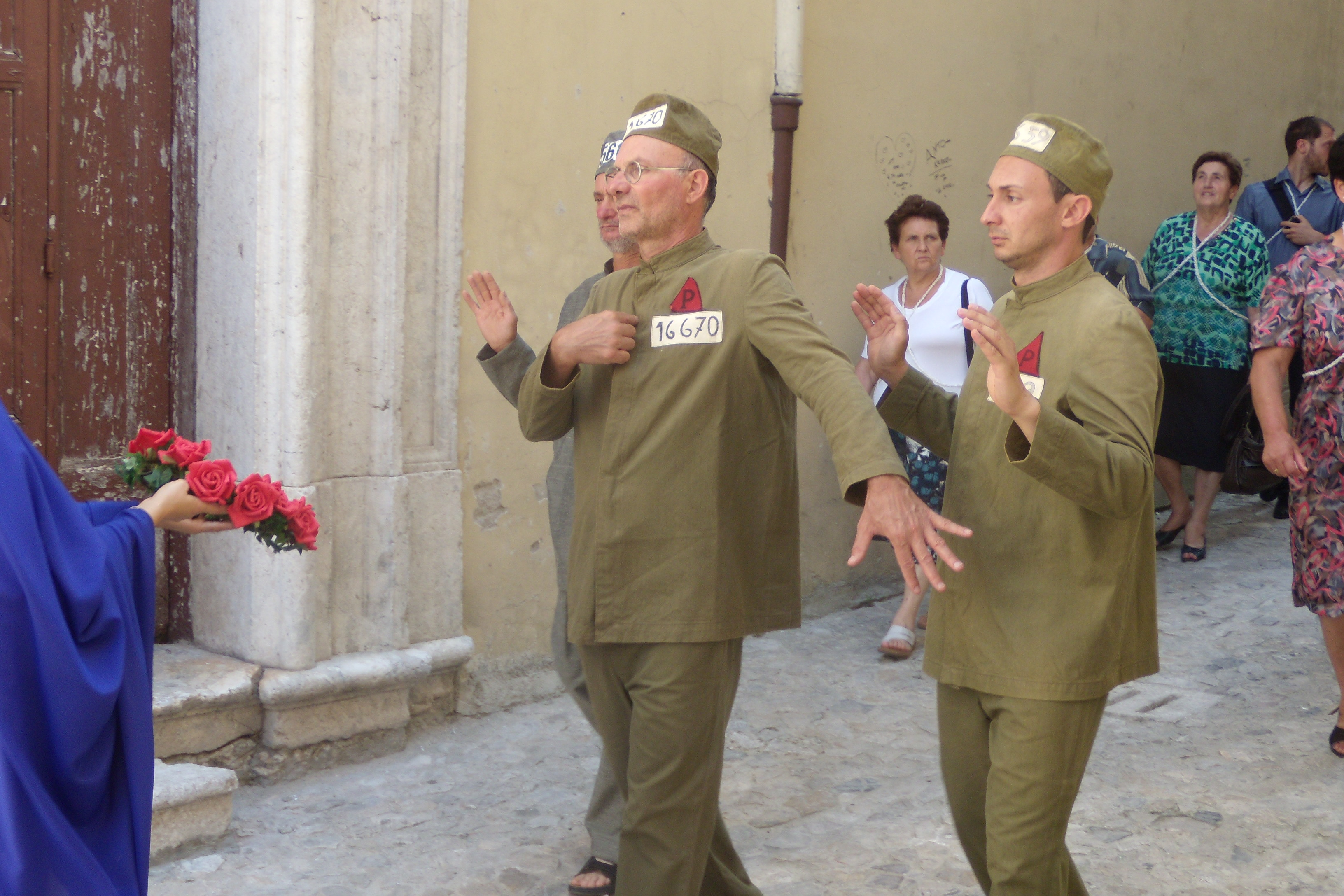
Uno dei "misteri": il martirio di San Massimiliano Kolbe.

Durante la settimana dei Riti i diversi rioni del comune (Croce, Portella, Fontanella e Piazza) si alternano nei cortei dei misteri, vere e proprie scene raffiguranti episodi dell'antico e del nuovo Testamento o inerenti alla vita di Santi o dei principi morali. Ogni rione ne rappresenta alcuni ed ha un proprio coro che durante il corteo canta degli inni alla Vergine.
Il sabato vi è un momento di grande commozione consistente nell'apertura della lastra della nicchia dove è custodita l'antica statua lignea della Madonna Assunta, nel Santuario omonimo. L'apertura avviene dopo aver inserito tre chiavi in altrettante serrature, ad opera del Sindaco, del Parroco e del decano delle Deputazioni Rionali (Comitati Rionali). Prima vi è la processione di penitenza del clero e delle associazioni cattoliche, preceduta da una croce nuda. Dal 1960 questa processione è presieduta dal Vescovo Diocesano, il quale vi partecipa in nigris, cioè senza insegne episcopali.
La domenica vi è la processione generale, guidata dal Vescovo e dal Parroco, con la partecipazione del clero, dei misteri dei quattro rioni e della popolazione, durante la quale viene portata fra le strade del paese la statua della Madonna, arricchita dall'oro e dagli ex voto offerti dai fedeli nel corso dei secoli. La scultura viene portata dai sacerdoti sino all'uscio del Santuario, per essere poi successivamente portata per le vie del paese dai cittadini che si sono proposti. I flagellanti e battenti, uomini incappucciati che si percuotono ripetutamente il petto con delle spugne appuntite, sono l'ultimo "mistero" del Rione Croce, definito "San Girolamo Penitente" Si allontaneranno, singolarmente, per i vicoli del centro storico dopo l'incontro con la Madonna in Piazza; Si ritroveranno, singolarmente, in Via Fontanella per immettersi nel corteo processionale.

## Storia
Le origini storiche di questa tradizione sono incerte e secondo alcuni deriverebbero da culti pagani precristiani; altri storici invece si rifanno al medioevo quando nel 1260 Raniero Fasani partì da Perugia in processione con dei disciplinati portandoli in tutta Europa.
Il documento storico più antico inerente ai riti settennali di Guardia Sanframondi risale però al 1620 anno in cui dopo una grave carestia la popolazione decise di portare in processione la Madonna Assunta, processione regolata successivamente da un vero e proprio contratto stipulato fra gli eletti dell'Universitas ed i Padri di San Filippo Neri il 23 maggio 1654.
Riti simili a quelli di Guardia sono comuni anche ad alcuni paesi limitrofi ed alcune manifestazioni simili si svolgono infatti a San Lorenzo Maggiore con la processione del venerdì santo.
Da un atto del marzo 1702 conservato nella Curia diocesana di Cerreto Sannita si apprende che nelle processioni, i confratelli della Madonna del Pianto di Cerreto Sannita, usano vestire il sacco con il cappuccio per battersi e mortificarsi con la frusta o con la disciplina.

## I rioni e le chiese
Nello svolgimento della manifestazione dei riti settennali un ruolo importante è riservato ai rioni di Guardia Sanframondi ed alle loro chiese:
- Rione Croce - Chiesa di San Rocco;
- Rione Fontanella - Chiesa di San Leonardo;
- Rione Piazza - Chiesa dell'Annunciata-Ave Gratia Plena;
- Rione Portella - Chiesa di San Sebastiano.